# Liste der Monuments historiques in Autrêches
Die Liste der Monuments historiques in Autrêches führt die Monuments historiques in der französischen Gemeinde Autrêches auf.

## Liste der Bauwerke
| Bezeichnung      | Beschreibung              | Standort | Kennzeichnung | Schutzstatus | Datum | Bild           |
| ---------------- | ------------------------- | -------- | ------------- | ------------ | ----- | -------------- |
| Kirche St-Victor | Erbaut im 16. Jahrhundert | (Lage)   | PA00114487    | Classé       | 1913  | weitere Bilder |